# Schmelzteich
Der Schmelzteich ist ein im 16. Jahrhundert künstlich angelegter See im Kurviertel der niedersächsischen Stadt Bad Sachsa am Südharz. Er ist heute der Mittelpunkt des Vitalparks.

## Beschreibung
Der Teich ist etwa 320 Meter lang, 130 Meter breit und hat eine Fläche von 7 Hektar. Er wird von Zuflüssen aus dem Massiv des Ravensbergs überwiegend zur Zeit der Schneeschmelze gespeist. Noch heute ist er Teil des Hochwasserschutzes. Der Staudamm des Schmelzteiches ist rund 130 Meter lang und etwas mehr als fünf Meter hoch. Ein Wehr auf der Dammmitte regelt den Wasserabfluss über eine kleine Kaskade in den historischen Teil des Kurparks.
Auf dem Teichdamm sowie an vielen Uferabschnitten stehen zahlreiche Relax- und Parkbänke. Im Zuge der Umgestaltung des Kurparks zum Vitalpark wurde am Hauptzufluss eine kleine Insel für Wasservögel angelegt. Im Schmelzteich leben viele Karpfen und Krebse. Im Frühjahr ist er von zahlreichen Seerosen bedeckt. 
Die alte Fontäne auf der Nordseite des Schmelzteich wurde vor einigen Jahren durch beleuchtete Wasserspiele auf der Südseite ersetzt.

## Geschichte
Der Schmelzteich wird 1550 erstmals erwähnt und gehört zu den ältesten „Talsperren“ im Harz. Bisher konnte aber nicht nachgewiesen werden, dass er zur Wasserversorgung einer „Erzschmelze“ angelegt worden ist, obwohl viele Indizien dafür sprechen.
Im Jahre 1819 brach der Schmelzteichdamm, die Reparatur kostete 350 Taler. 1830 stand bei der Schneeschmelze die ganze Unterstadt von Bad Sachsa unter Wasser, die Wasserflut drang in die Häuser. Ebenso war es 1846 und 1854. Das letzte Hochwasser brachte eine am 3. Februar 1909 einsetzende Schneeschmelze. Die Uffe, die durch Kanalisation sonst wenig oder gar kein Wasser hat, wuchs zu einem reißenden Fluss an und führte Bänke, Balken und große Eisstücke mit sich fort. Stellenweise musste die Feuerwehr alarmiert werden, um helfend einzugreifen. Die Straßen waren stellenweise so unpassierbar, dass am 4. Februar nur ein geringer Teil der Schulkinder den Schulweg hatte zurücklegen können.

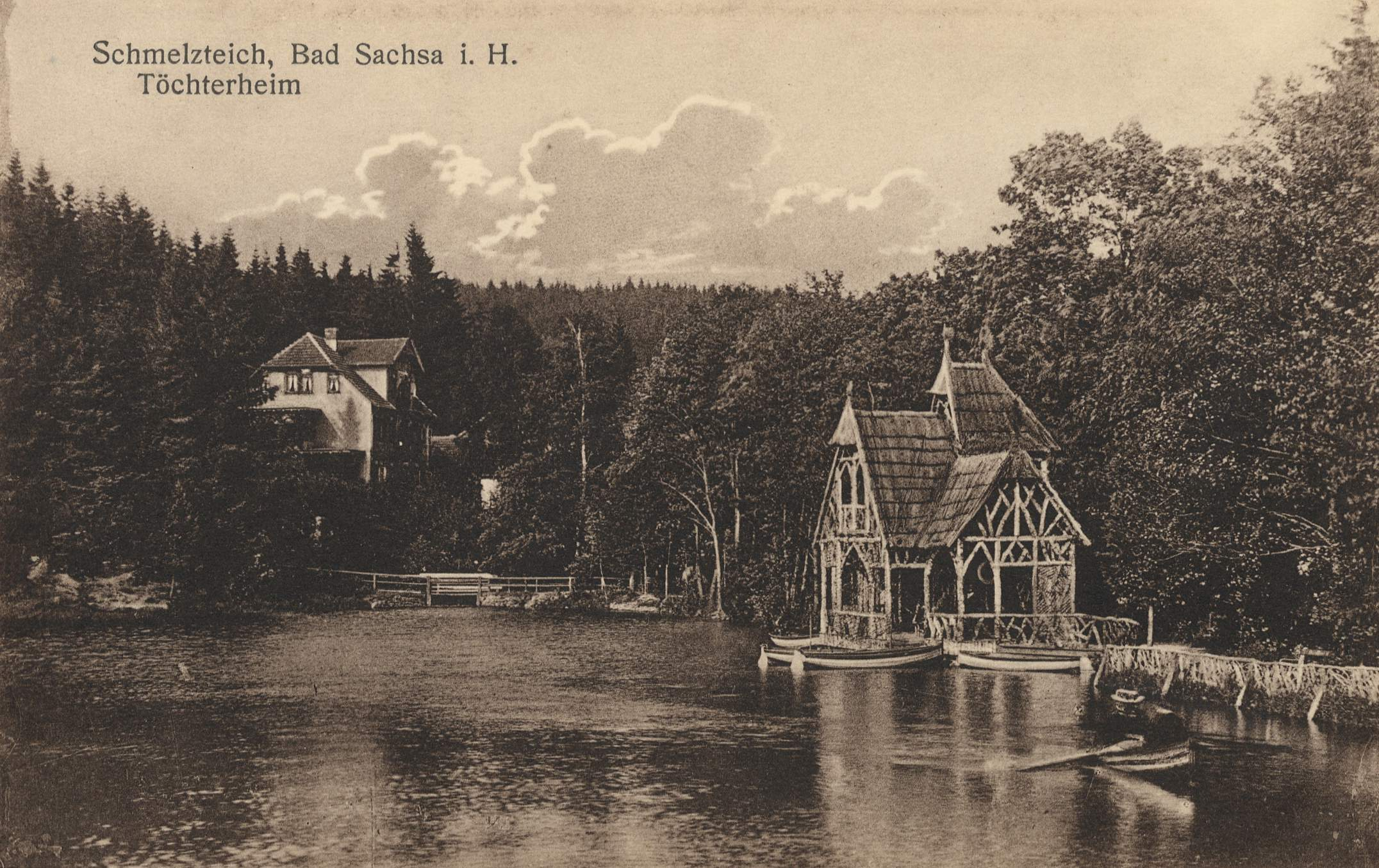
Der Schmelzteich in Bad Sachsa auf einer historischen Postkarte mit dem Bootshaus auf der Dammkrone (um 1900)

Ende des 19. Jahrhunderts wurde das Westufer mit der Bismarckstraße durchgängig bebaut. Hier stehen einige historische Villen, wie die im Jahr 1900 erbaute Villa Vida. Sie ist heute Teil des 1978 eröffneten Fünf-Sterne-Hotels Romantischer Winkel. Bad Sachsa weist bis heute einen außergewöhnlich großen Bestand an prächtigen Villen bzw. Häusern aus der Zeit zwischen 1880 und 1914 auf. An der Ostseite des Schmelzteichdamms steht das 1962/63 nach Plänen des Architekten Hans Jaeckel erbaute Kurhaus.
Am 5. Juli 1910 ließ der Kommerzienrat Friedrich Wilhelm Reinhardt (* 1844 in Sachsa; † 1920 in Leipzig), Ehrenbürger und großer Wohltäter seiner Heimatstadt, mitteilen, dass er auf seine Kosten den Schmelzteich verlängern und durch Ausbaggerung verschönern wolle. Seine Privat-Initiative kostete ihn 12.000 Goldmark.
Schon 1903 wurde auf dem Schmelzteichdamm ein mit Schilfrohr gedecktes Birkenhäuschen als Bootsstation erbaut, das 1924 erneuert werden musste. Wegen Baufälligkeit wurde dieses 1956 abgebrochen, zugleich erhielt der Damm eine neue Betonmauer, während ein neues Bootshaus an der Bismarckstraße seinen Platz erhielt. 1970 wird der Überlauf des Schmelzteiches neu gestaltet.
Im Mai 2006 wurde zu Ehren der bekannten Sängerin Alexandra ein Trompetenbaum unterhalb des Schmelzteich-Dammes nahe einem Mammutbaum durch die „Alexandra-Freunde e.V.“  in Verbindung mit der Stadt Bad Sachsa gepflanzt. Alexandra verbrachte häufig Urlaubstage in Bad Sachsa, hier wurde sie durch den Kunstmaler und Graphiker Wilhelm Bobring zum Lied Mein Freund, der Baum inspiriert.
Zum Dammfest im Sommer 2024 wurde neben dem Bootshaus eine Seebühne für Einwohner und Gäste eingeweiht, die auch für Events und Feierlichkeiten gemietet werden kann.
Am Schmelzteich spielt auch Die Sage vom Schmerl. Im Stadtpark Bad Sachsa wurde dieser kleinen Sage ein Denkmal gesetzt, der Schmelbrunnen.

## Freizeit

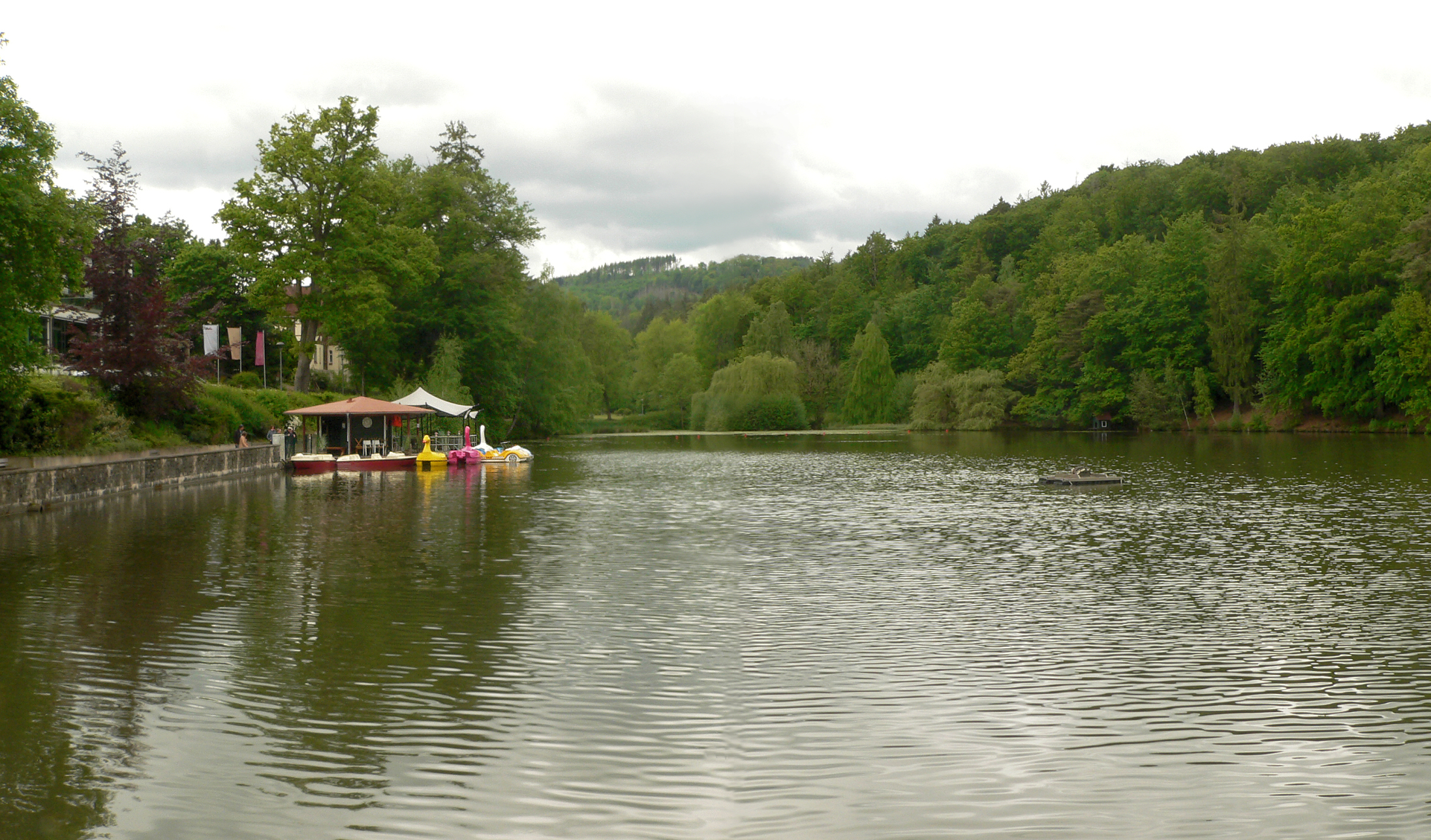
Blick auf den Teich

In den Sommermonaten besteht die Möglichkeit zu Bootsfahrten durch den Verleih von Ruder- und Tretbooten am Bootshaus. Im Winter wird der Schmelzteich als Natureisbahn genutzt.
Seit dem Jahr 2014 bietet das Team Outddoorfriend Flüge über den Schmelzteich mit einer 140 Meter langen und 30 km/h schnellen Flying-Fox-Seilbahn an. Startpunkt ist die Bismarckstraße am Hotel Romantischer Winkel.
Im Sommer 2016 wurde auf dem Schmelzteichdamm das erste Weiße Dinner in Bad Sachsa mit rund 100 Besuchern und live Musik begangen, viele weitere folgten.
Hinter der großen Schmelzteichwiese sind einige Outdoor Fitnessgeräte, eine Minigolfanlage mit 18 Bahnen, der Spielplatz Westertal, drei Tennisplätze und ein Beachtennisplatz zu finden. Rund 1,5 km nordwestlich vom Schmelzteich, Richtung Ravensberg, liegt der Märchengrund und der Harzfalkenhof.
Am Schmelzteich fanden schon immer viele kleinere und größere Veranstaltungen statt, wie u. a. die „Große Schmelzteichbeleuchtung mit Feuerwerk“ am 10. August 1933.

„Einen feenhaften Anblick bietet der Schmelzteich an den Abenden, an denen seine Ufer einschließlich des Bootshauses von ungezählten elektrischen Glühbirnen beleuchtet sind, deren Schein sich im Wasser spiegelt. Ungezählte Einwohner, Kurgäste und Besucher aus der Nähe und Ferne kommen zu diesen Schmelzteichbeleuchtungen, mit denen Konzert, ein großes Feuerwerk und bengalische Beleuchtung der Darbietungen mit dem Bewuststein, etwas sehr Schönes erlebt zu haben. Die Anregung zur Beleuchtung des Schmelzteiches gab 1930 der Verwaltungsinspektor Fischer, der Leiter des städtischen Elektrizitäts- und Wasserwerkes.“

Zudem wird im Sommer auch die große Schmelzteichwiese für Kinderfeste, Sportveranstaltungen oder Konzerte und Open-Air-Kino genutzt.